# 김해 시례리 염수당
김해 시례리 염수당(金海 詩禮里 念修堂)은 대한민국 경상남도 김해시 진례면에 있는 조선시대의 건축물이다. 2006년 7월 20일 경상남도의 문화재자료 제402호로 지정되었다.

## 개요
염수당은 약 700평의 대지에 대문채, 사랑채, 안채, 가묘, 고방채와 기타 3동의 부속채로 구성되어 있다. 염수당 사랑채는 정면 5칸 측면 1칸에 전후퇴가 있고 우측부터 큰 사랑방 ＋작은 사랑방 ＋ 안마루 ＋ 중문간 ＋ 중 사랑방으로 짜여 전퇴에는 툇마루, 후퇴에는 벽장 등의 수장 공간이 부설되어 있다. 작은 사랑방과 안마루 사이에는 세 짝의 세살문을 달았으며 안마루 뒷벽은 판벽으로 하여 수장시설을 부가하였다. 큰 사랑방에도 중방위에 벽장을 시설하였으며 배면에 안채로 통하는 외짝 여닫이문을 달았다. 큰사랑방과 작은 사랑방 앞에 예강서원(禮岡書院)이라는 편액을 달았다. 사랑채 지붕은 초창시 낙동강변의 억새를 엮어 지붕을 잇는 샛집이었으나 1971년 봄에 평기와집으로 고쳤다고 한다. 따라서 일식평기와 지붕으로 보이며 처마선의 후림이 없고 직선성이 강하다.
사랑채의 구조는 3량가로 막돌기단 위에 초석을 놓고 기둥을 세웠는데 기둥은 원주와 방주가 혼용되어 있다. 기둥상부에 주두를 놓아 대들보를 지지하며 주두 좌우에 판재형의 첨차를 끼우고 그 위에 소로를 놓아 처마도리 받침장혀를 받게 하였으며 주두굽과 판재형의 양단은 사절하였다. 안채는 정면 5칸 측면 1칸에 전후 퇴간을 갖추었으며 우측부터 부엌 ＋ 안방2칸 ＋ 마루 ＋ 건넛방으로 되어있다. 처마도리 밑에 장혀를 둔 장혀수장집이며 구조는 3량가이다. 창호의 형식과 가구수법, 부재규격에 근대한옥의 특성이 잘 나타나고 있다.

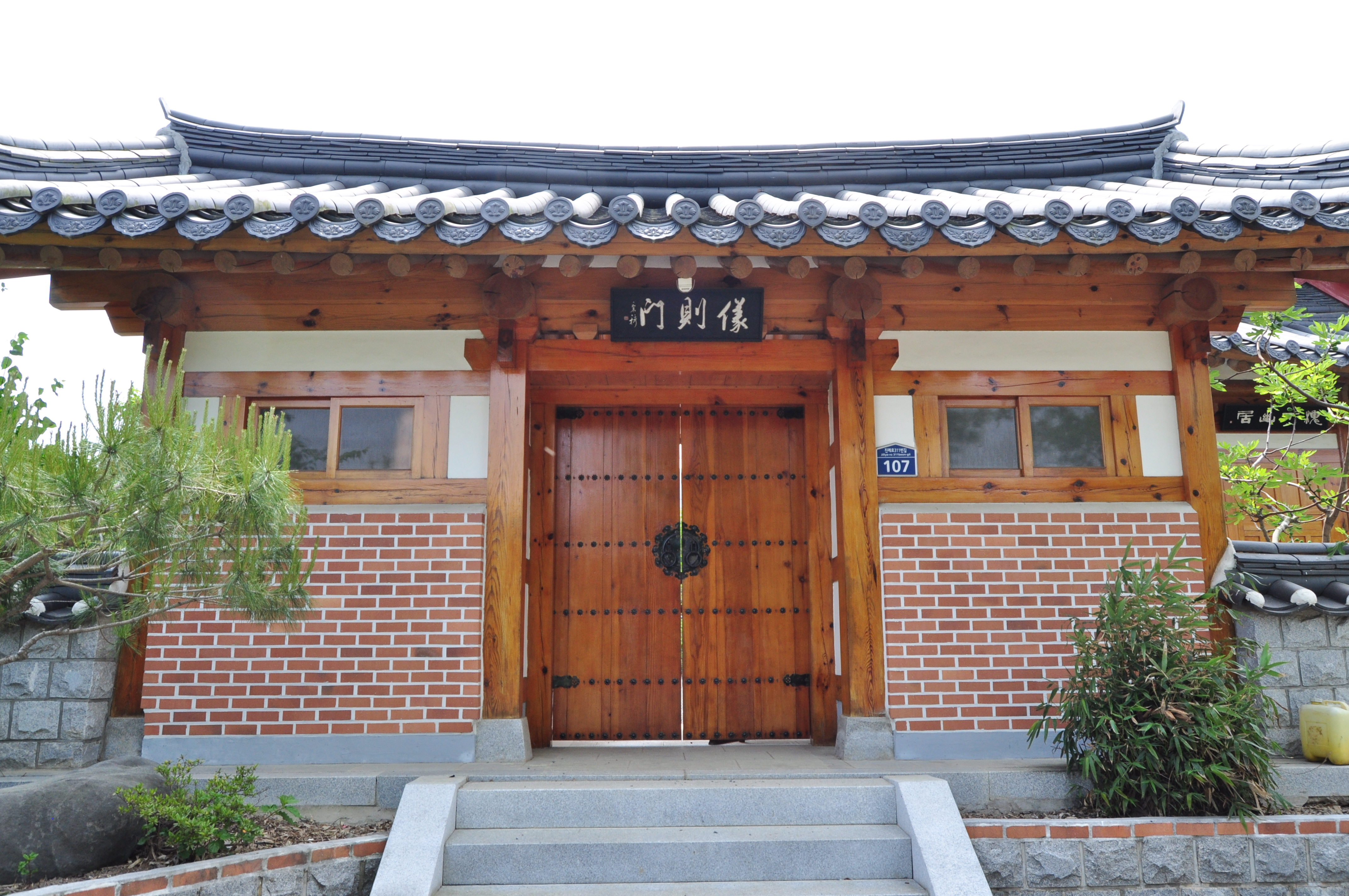
대문. 평소에 개방하고 있지 않아서 들어갈 수 없다.

하지만 사용상의 필요에 따라 부엌을 달아내고 마루 끝에 유리문을 다는 등 원형을 상실한 부분이 있다. 가묘는 단칸의 맞배집으로 별도의 4대 선조의 위패를 모시고 있다. 기타 도장채와 아래채, 창고, 잿간 등이 있으나 건축적인 가치는 발견하기 어렵다.

## 같이 보기
- 김해 시례 염수당 고문서 - 경상남도 문화재자료 제279호

## 참고 자료
- 김해 시례리 염수당 - 국가유산청 국가유산포털